# Globuskrawall

Demonstration am 22. August 1968 beim Globusprovisorium

Sit-In von jungen Menschen im Globusprovisorium am 22. August 1968

Als Globuskrawall wird die Auseinandersetzung zwischen jugendlichen Demonstranten und der Polizei genannt, die am 29. Juni 1968 in Zürich stattfand. Diese Unruhen stehen in direktem Zusammenhang mit den europaweiten Jugendunruhen im Sommer 1968 und waren der Schlüsselmoment für die 68er-Bewegung in der Schweiz. Anlass für die Auseinandersetzungen war die Forderung nach der Einrichtung eines autonomen Jugendzentrums im als Provisorium errichteten Gebäude des Warenhauses Magazine zum Globus auf dem Papierwerd-Areal.

## Hintergründe

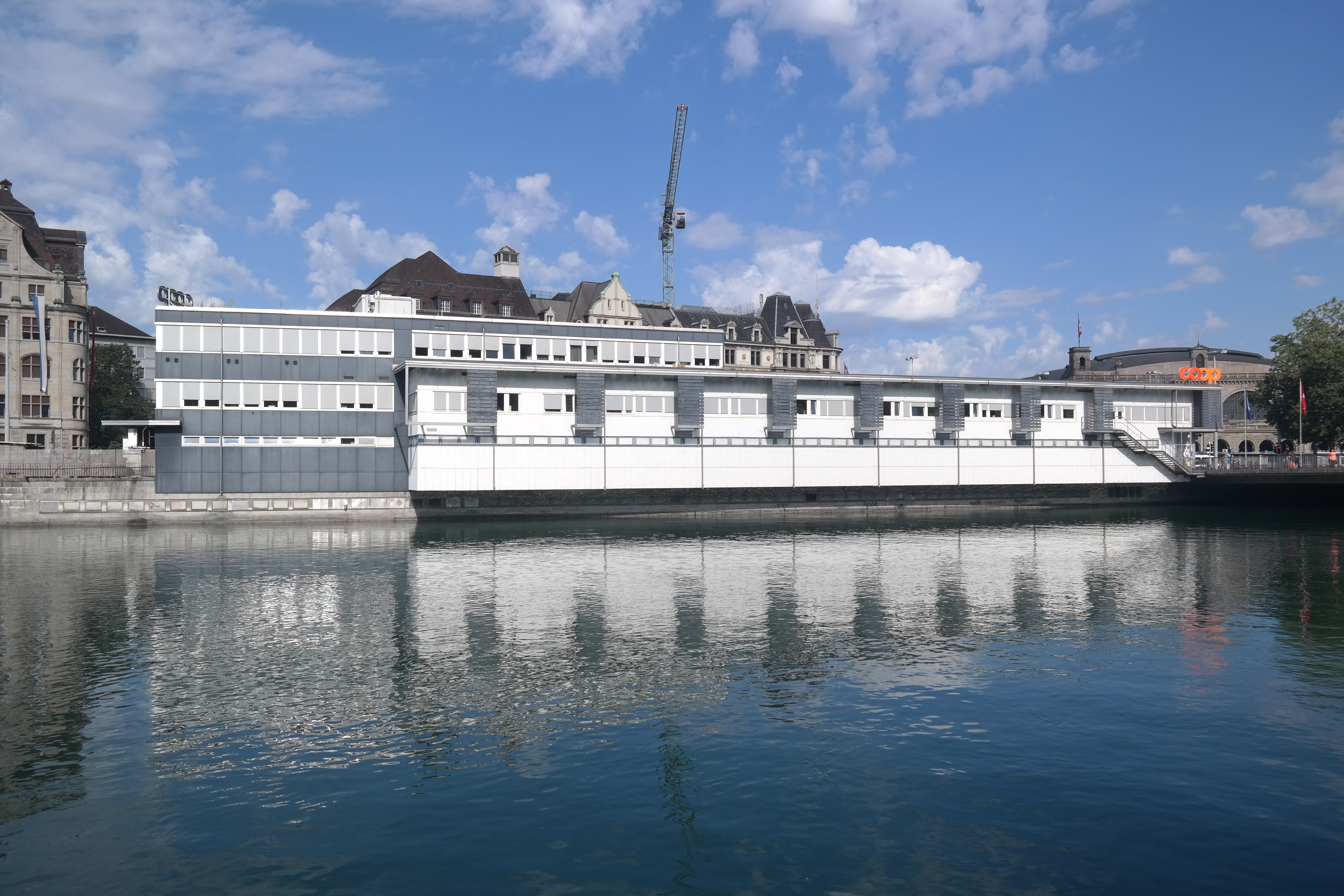
Das ehemalige Globusprovisorium an der Limmat im Zentrum von Zürich (2016)

Der Globuskrawall ist nur im Zusammenhang der weltweiten Jugendrevolten der 68er-Jahre zu verstehen. Er reiht sich in eine lange Kette von Studentenunruhen und weiteren politischen Bewegungen in ganz Europa ein wie die Studentenunruhen in Deutschland, der Pariser Mai oder der Prager Frühling.
Den Jugendunruhen in Zürich gingen das Gastspiel der Rolling Stones am 14. April 1967 und das Konzert von Jimi Hendrix am 31. Mai 1968 im Hallenstadion voraus, die beide in Krawallen mit der Stadtpolizei endeten. Die Auseinandersetzungen zwischen der Polizei und Jugendlichen in Oerlikon gelten als Auftakt zum Globuskrawall, weil die Polizei aus der Sicht der Jugendlichen sehr brutal vorging, was sogar von einem am folgenden Tag erscheinenden Artikel in der bürgerlichen Neuen Zürcher Zeitung (NZZ) bestätigt wurde. Das konsequent harte Durchgreifen der Polizei folgte der damaligen bürgerlichen Überzeugung, dass die «bewegten» Jugendlichen vom kommunistischen Ostblock gesteuert würden und man aus diesem Grund die Bewegung im Keim ersticken müsse.
Direkten Anlass für den Globuskrawall bot jedoch eine Demonstration in Zürich am 29. Juni 1968, die sich gegen den Entscheid des Zürcher Stadtrats richtete, das damals leer stehende provisorische Gebäude des Warenhauses «Globus» beim Zürcher Hauptbahnhof nicht für ein autonomes Jugendzentrum zur Verfügung zu stellen, sondern anderweitig zu vermieten. Mit der Demonstration sollte der Stadtrat auf die Anliegen der Jugendlichen aufmerksam gemacht werden. Auf dem Flugblatt, das einige Tage vor der Demonstration vom Organisationskomitee verteilt und versandt wurde, stand die Aufforderung, «Baumaterial, Holz, Latten, Stangen, Bretter, Nägel, Hämmer usw.» an die Demonstration vor dem Globus-Provisorium mitzunehmen. Das Flugblatt wurde in die ganze Schweiz an hunderte Personen versandt, die an einer Verlosung von Eintritten für das Jimi Hendrix-Konzert durch die Zeitung Blick teilgenommen hatten. Die Adressen gelangten durch die Zusammenarbeit des Konzertveranstalters Hans Ruedi Jaggi mit dem PdA-Mitglied Roland Gretler in die Hände des Organisationskomitees. Verfasst wurde der Aufruf zur Demonstration von Yves Bebié, Redaktor beim Tages-Anzeiger. Das Organisationskomitee verkündete anschliessend zwar, dass diese Aufforderung als Spass gemeint gewesen sei, angesichts der vorausgehenden Vorkommnisse und der angespannten Lage rechnete die Polizei jedoch mit Gewaltausbrüchen und stellte sich schon vor Beginn der Demonstration um das «Globusprovisorium» am Bahnhofsquai auf. Das Polizeikommando beobachtete die Situation vor Ort vom Balkon des Gebäudes «Du Nord».
Mehrere Fotos der Krawallnacht des Fotografen Eric Bachmann schafften es auf die Titelseiten von Tageszeitungen und prägten die öffentliche Wahrnehmung der Ereignisse.

## Verlauf
Da die sich ansammelnde Menschenmenge von rund 2000 Personen bald die Strasse vor dem Globusprovisorium füllte, forderte die Polizei vom Balkon des benachbarten Hauses «Du Nord» aus mit Megaphonen die Demonstranten dazu auf, die Strasse und die angrenzende Strassenbahnstrecke für den Verkehr zu räumen. Die Zürcher Strassenbahn wurde durch die Demonstration praktisch lahmgelegt, da es sich bei dem Platz bei der Bahnhofbrücke um ein Nadelöhr des Strassenbahnnetzes handelt, bei dem sich zahlreiche Linien kreuzen. Das Demonstrationskomitee sah eine Eskalation der Lage auf sich zukommen und forderte die Demonstranten dazu auf, sich zur Sechseläuten-Wiese beim Bellevue zu bewegen, um dort ein «symbolisches Altersheim für die Jugend» zu bauen.
Als ein Teil der Jugendlichen den Platz bereits geräumt hatte, aber der Platz weiterhin blockiert blieb, begann die Polizei, die Demonstranten mit Feuerwehrschläuchen abzuspritzen. Als die Menge darauf Flaschen und Steine von der Baustelle des Shop-Ville auf die Polizisten warf, ging die Polizei mit Knüppeln gegen die Menge vor. Die Kämpfe zwischen Gruppen von Demonstranten und der Polizei fanden auf dem Bahnhofplatz, auf der Bahnhofbrücke und am Bellevue statt. Die Auseinandersetzungen in der Zürcher Innenstadt zogen sich bis in die Morgenstunden des 30. Juni hin. Die Polizei verhaftete zahlreiche Personen, die im Keller des Globus-Provisoriums eingesperrt wurden, während im Erdgeschoss die verletzten Polizisten behandelt wurden. Dabei entlud sich die angestaute Wut der Polizisten an den im Keller festgehaltenen Personen, die unter Ausschluss der Öffentlichkeit grob misshandelt wurden.
Am darauffolgenden Sonntagmorgen wies die Bilanz des Krawalls 19 verletzte Demonstranten, 15 verletzte Polizisten, 7 verletzte Feuerwehrleute sowie erhebliche Sachbeschädigungen auf. 169 Personen wurden festgenommen, wobei 55 davon weniger als 20 Jahre alt waren. Nach dem Haftaufenthalt berichteten mehrere Personen von Übergriffen in Form von Schlägen durch Polizisten während der Demonstration und kurz nach der Verhaftung. Bereits während der Krawalle wurde von übertrieben hartem Vorgehen der Polizei berichtet. Unter anderem gingen Polizisten mit Stockschlägen gegen Personen vor, welche selber keinerlei Gewalt gegen Polizisten angewendet hatten.

## Folgen
Die schweizerische Presse berichtete sehr kontrovers über den Globuskrawall und das Verhalten der Polizei. Während die bürgerliche Presse das harte Vorgehen der Polizei lobte und die Demonstranten als «Terroristen» bezeichnete, kritisierte die sozialdemokratische Presse sowie der «Blick» die Polizeigewalt. Die Vorfälle im Keller des Globus-Provisoriums wurden von einem Oberrichter untersucht. Von den 56 Demonstranten und 42 Polizisten, die im Zuge der Krawalle angezeigt wurden, kamen 30 Demonstranten und ein Polizist vor Gericht. Der Polizist und die meisten Demonstranten erhielten bedingte Strafen. 30 Polizisten wurden mit Verweisen und Bussen bestraft.
Zahlreiche Persönlichkeiten aus dem öffentlichen Leben kritisierten das Vorgehen der Polizei scharf. 21 Personen aus Politik, Kultur und Wissenschaft, u. a. der bekannte Autor Max Frisch, unterschrieben das sog. «Zürcher Manifest», in dem die Zusammenhänge zwischen dem Globuskrawall, im Manifest als «Zürcher Nacht der Gewalt» betitelt, den Weltereignissen und dem Wunsch der Jugend nach Raum für eine persönliche und soziale Entwicklung dargestellt wurden. Die Schweizer Bevölkerung reagierte insgesamt gespalten auf die Krawalle. Während die bürgerlichen Parteien das gewalttätige Vorgehen der Jugendlichen durchgehend verurteilten und das harte Vorgehen der Polizei begrüssten, solidarisierten sich die linken Parteien mit den Jugendlichen und kritisierten die «Polizeigewalt». Gesamthaft gesehen kann der Globuskrawall als Kulturschock verstanden werden, der den Auftakt zu grösseren gesellschaftlichen und politischen Umwälzungen in Zürich und der ganzen Schweiz gab. Die 68er-Bewegung war nach dem Globuskrawall in allen Gesellschaftsschichten bekannt, in zahlreichen Städten der Schweiz kam es zu Protestaktionen und Demonstrationen. Während Intellektuelle, darunter Max Frisch, dem Staat Versagen vorwarfen, stellten sich bürgerliche Kreise auf die Seite der Polizei. Die Strömung der 68er-Bewegung hielt sich in Zürich etwa zwei Jahre. Sie erfasste auch die Zürcher und die Berner Studentenschaft und stützte sich auf die ausserparlamentarische Opposition in Deutschland und auf Philosophen wie Herbert Marcuse. Das Aufkommen des linken Terrorismus in Deutschland bedeutete auch in der Schweiz das Ende dieser Bewegung.
Auf die Forderung nach einem Jugendhaus ging die Stadt Zürich nach langjährigen Verhandlung ein. Am 30. Oktober 1970 wurde im «Lindenhofbunker», dort wo heute das Parkhaus Urania steht, das erste selbst verwaltete Jugendhaus eröffnet. Der Luftschutzbunker wurde von jungen Leuten richtiggehend überrollt, täglich waren es bis zu 1000 Besucher. Unweigerlich stellten sich Konflikte mit der Polizei wegen Drogen und ausgerissenen Heimzöglingen. Gleichzeitig herrschte Aufbruchstimmung, im Bunker formierten sich die Revolutionäre Lehrlingsorganisation (RLZ), die Heimkampagne und die Rote Hilfe. Da die Bunkerjugend nicht auf ein Ultimatum der Stadtregierung einging, wurde das Jugendzentrum im Januar 1971 nach genau 68 Tagen wieder geschlossen. Die Diskussionen um ein Jugendhaus wurden in Zürich auch in den folgenden Jahrzehnten weiter geführt und gaben 1980 Anlass zu den Opernhauskrawallen.
Die öffentliche Diskussion über die Übergriffe der Polizei auf Demonstranten während der Haft führte dazu, dass die Polizei in späteren Demonstrationen die Arbeit auf verschiedene Beamte aufteilte. Die Polizisten an der Front der Demonstration sind seither nicht mehr die gleichen, die danach die Demonstranten verhaften und abführen, da die emotionale Belastung für die Beamten zu gross ist und ein höheres Risiko zu Vergeltungsaktionen gegen die Demonstranten besteht. Ausserdem wurde als Folge der Erfahrungen die Ausbildung und die Ausrüstung der Zürcher Polizei für den Ordnungsdienst verbessert, so dass z. B. die Zahl der verletzten Polizisten bei späteren Unruhen im Vergleich stark zurückging.

In den 1970er-Jahren begann sich ein Teil der Aktivisten politisch zu organisieren und den «langen Marsch» durch die Institutionen anzustreben. Sie engagierten sich in den Gewerkschaften und in neuen Linksparteien, wie den Progressiven Organisationen (POCH) und der Revolutionär-Marxistischen Liga (RML), die im Zuge der Studentenunruhen entstanden waren. Andere versuchten in Wohngemeinschaften und genossenschaftlich verwalteten Kleinbetrieben ihre Gesellschafts- und Lebensideale umzusetzen. 

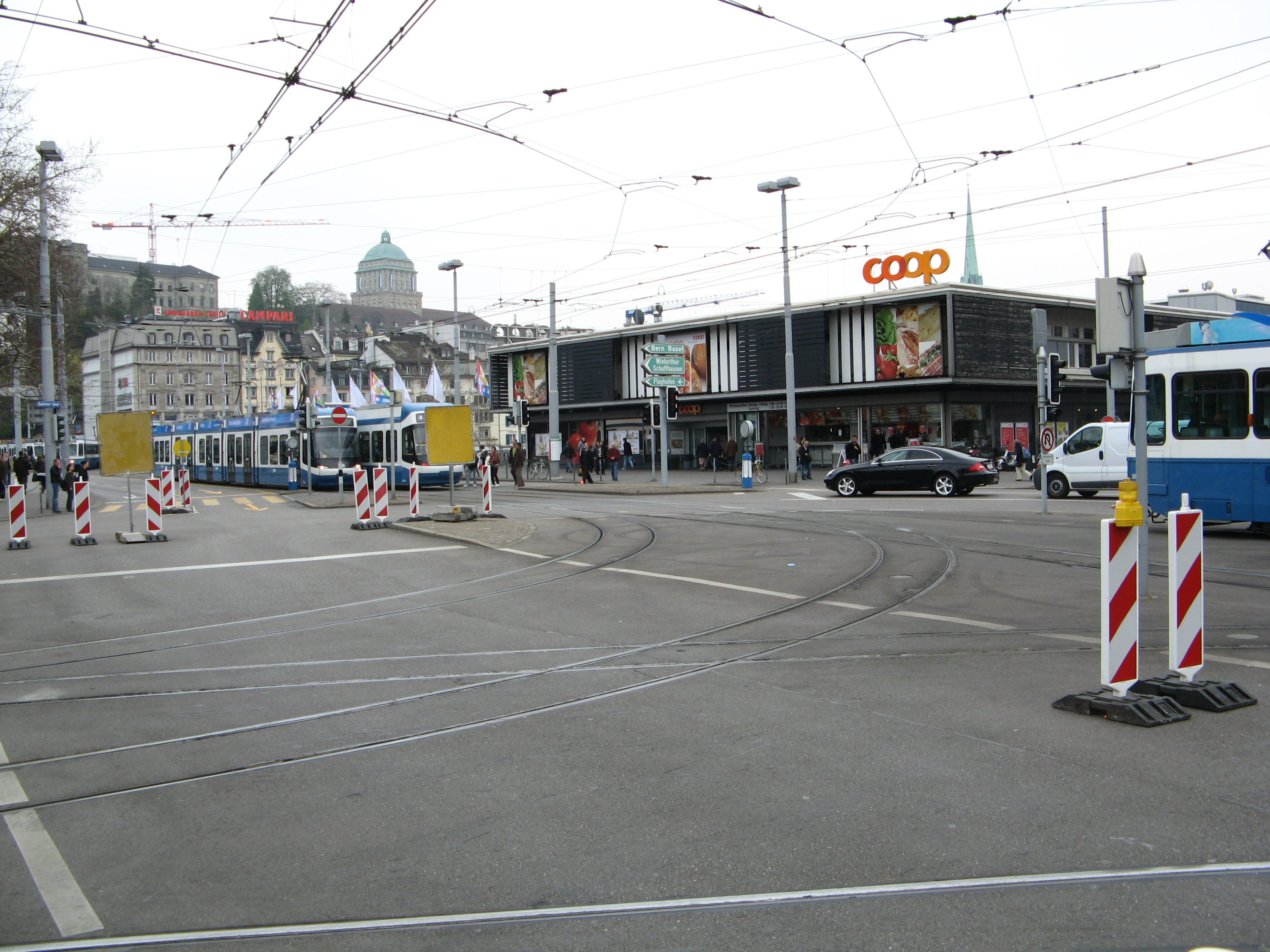
Sicht vom Hauptbahnhof auf das ehemalige Globus-Provisorium (2008)

## Globusprovisorium heute
Das Provisorium sollte nach dem Umbau des Globus eigentlich abgerissen werden. Da aber seit dem Globuskrawall die Nutzung des Gebäudes bzw. des bebauten Areals politisch diskutiert wird und Uneinigkeit herrscht, steht das Provisorium noch heute. Es wird heute als Filiale der Ladenkette Coop und für Büros benutzt. Der Mietvertrag zwischen der Stadt Zürich und Coop läuft noch bis mindestens 2024. Es gab etliche politische Vorstösse, um das ehemalige Provisorium endgültig abzureissen und den Platz anderweitig zu nutzen. Die Denkmalpflegekommission der Stadt Zürich stufte das von vom Architekten Karl Egender entworfene Haus hingegen bereits als schutzwürdig ein. 2022 fand eine Bürgerbefragung zur zukünftigen Nutzung statt.